# Tigon Studios
Tigon Studios (рус. студия «Тигролев») — частная компания, разработчик компьютерных игр, которая сосредоточена на разработке игр, относящихся каким-либо образом к Вину Дизелю. Tigon Studios — американская компания, основанная в 2002 году Вином Дизелем. Является дочерней компанией One Race Films.
Спустя некоторое время после неактивности компании Вин Дизель возобновил её работу в 2013 году.

## Игры Tigon Studios
| Игра                                               | Год  | Жанр                             | Движок                | Платформы                    | Примечание                             |
| -------------------------------------------------- | ---- | -------------------------------- | --------------------- | ---------------------------- | -------------------------------------- |
| The Chronicles of Riddick: Escape from Butcher Bay | 2004 | Шутер от первого лица/Стелс-экшн | Starbreeze Engine     | Microsoft Windows, Xbox      |                                        |
| Wheelman                                           | 2009 | Шутер от третьего лица/Гонки     | Unreal Engine 3       | Microsoft Windows, PS3, X360 | совместно с Midway Studios – Newcastle |
| The Chronicles of Riddick: Assault on Dark Athena  | 2009 | Шутер от первого лица/Стелс-экшн | Starbreeze Engine 2.0 | Microsoft Windows, PS3, X360 |                                        |
| Riddick: The Merc Files                            | 2013 | Стелс-экшн                       |                       | iOS, Android                 |                                        |
| Fast & Furious Crossroads                          | 2020 | Гонки                            | Madness Engine        | Microsoft Windows, PS4, XONE |                                        |